# Secteur Karangazi
 (juin 2025).
Karangazi est un secteur du district de Nyagatare, dans la province de l'est du Rwanda, avec une population de 96 915 habitants et une superficie de 550,3 kilomètres carrés (ressencement de 2022),.

## Subdivision Admitrative
- Karama
- Karama

- Kizirakome
- Mbare
- Musenyi
- Ndama
- Nyagashanga
- Nyamirama
- Rubagabaga
- Rwenyemera
- Rwisirabo

## Population
Selon le recensement de 2022, la population s'élève à 96 9915 habitants. Dix ans plus tôt elle était de 57444, une croissance démographique annuelle de 5,4 ante 2012 et 2022,.